# Polnischer Fußballpokal 2020/21
Der Puchar Polski 2020/21 war die 67. Ausspielung des polnischen Pokalwettbewerbs. Er begann am 8. August 2020 mit den Vorrundenspielen und endete am 2. Mai 2021 mit dem Finale. Titelverteidiger KS Cracovia schied im Halbfinale aus. Pokalsieger wurde erstmals Raków Częstochowa. Sponsor des Wettbewerbs war der Wettanbieter Fortuna Sp. z o.o. Daher lautete die offizielle Bezeichnung für die Saison 2020/21 „Fortuna Puchar Polski“.

## Spieltermine
| Runde         | Datum                            |
| ------------- | -------------------------------- |
| Vorrunde      | 8. und 9. August 2020            |
| 1. Runde      | 13. August bis 2. September 2020 |
| 2. Runde      | 29. bis 31. Oktober 2020         |
| Achtelfinale  | 9. bis 11. Februar 2021          |
| Viertelfinale | 2. bis 4. März 2021              |
| Halbfinale    | 7. April 2021                    |
| Finale        | 2. Mai 2021                      |

## Teilnehmende Mannschaften
Für die Hauptrunde waren 68 Mannschaften qualifiziert.  Nach dem Ausschluss von Gryf Wejherowo aus dem Puchar Polski 2020/21 nehmen die folgenden 67 Mannschaften teil:
| Teilnahme ab 1. Runde | Teilnahme ab 1. Runde | Teilnahme ab 1. Runde | Teilnahme ab Vorrunde | Teilnahme ab 1. Runde |
| Ekstraklasa 2019/20 16 Vereine | 1. Liga 2019/20 18 Vereine | 2. Liga 2019/20 18 Vereine (Platz 1 – 10)                                                                                                   | 2. Liga 2019/20 7 Vereine (Platz 11 – 18)                                                                                           | 16 regionale Pokalsieger der Woiwodschaften der Saison 2019/20 |
| Legia Warschau Lech Posen Piast Gliwice Lechia Gdańsk Śląsk Wrocław Pogoń Stettin KS Cracovia (TV) Jagiellonia Białystok Górnik Zabrze Raków Częstochowa Zagłębie Lubin Wisła Płock Wisła Krakau Arka Gdynia Korona Kielce ŁKS Łódź | Podbeskidzie Bielsko-Biała Stal Mielec Warta Poznań Radomiak Radom Miedź Legnica Bruk-Bet Termalica Nieciecza Chrobry Głogów Puszcza Niepołomice GKS Tychy Sandecja Nowy Sącz Stomil Olsztyn Odra Opole Zagłębie Sosnowiec GKS Bełchatów GKS 1962 Jastrzębie Olimpia Grudziądz Chojniczanka Chojnice Wigry Suwałki | Górnik Łęczna Widzew Łódź GKS Katowice Bytovia Bytów CWKS Resovia Stal Rzeszów Garbarnia Kraków Olimpia Elbląg Znicz Pruszków Pogoń Siedlce | Górnik Polkowice Błękitni Stargard Lech II Posen Skra Częstochowa Stal Stalowa Wola Elana Toruń Legionovia Legionowo Gryf Wejherowo | Sokół Ostróda (WN) Podhale Nowy Targ (MA) KSZO Ostrowiec Świętokrzyski (SK) Karpaty Krosno (PK) KKS 1925 Kalisz (WP) Unia Janikowo (KP) Lechia Zielona Góra (LB) Orlęta Radzyń Podlaski (LU) Unia Skierniewice (LD) Świt Nowy Dwór Mazowiecki (MZ) Ślęza Wrocław (DS) Polonia Nysa (OP) Ruch Wysokie Mazowieckie (PD) Jaguar Gdańsk (PM) Pniówek Pawłowice Śląskie (SL) Świt Skolwin (ZP) |

## Vorrunde
Die Spiele der Vorrunde fanden am 8. und 9. August 2020 mit den Mannschaften auf den Plätzen 11 bis 18 der 2. Liga 2019/20 statt. Die acht schwächsten Teams der 2. Liga 2019/2020 traten nach folgendem Schlüssel an: 11–18, 12–17, 13–16, 14–15.
|                       | Ergebnis              |                       |
| 8. und 9. August 2020 | 8. und 9. August 2020 | 8. und 9. August 2020 |
| --------------------- | --------------------- | --------------------- |
| Górnik Polkowice      | 13:0 1                | Gryf Wejherowo        |
| Błękitni Stargard     | 2:0                   | Legionovia Legionowo  |
| Lech II Posen         | 3:2                   | Elana Toruń           |
| Skra Częstochowa      | 1:3                   | Stal Stalowa Wola     |

## 1. Runde
Die Spiele der 1. Runde fanden zwischen dem 13. August und dem 2. September 2020 statt. Es nahmen die Gewinner der Vorrundenspiele teil. Hinzu kommen alle anderen Mannschaften, die 16 Vereine der Ekstraklasa, die 18 Vereine der 1. Liga, die Plätze 1 bis 10 der 2. Liga sowie die sechzehn regionalen Pokalsieger der Woiwodschaften.
|                              | Ergebnis              |                              |
| 13. August 2020              | 13. August 2020       | 13. August 2020              |
| ---------------------------- | --------------------- | ---------------------------- |
| Ślęza Wrocław                | 2:1                   | Wigry Suwałki                |
| Świt Nowy Dwór Mazowiecki    | 1:3                   | Zagłębie Lubin               |
| Lechia Zielona Góra          | 1:4                   | Świt Skolwin                 |
| Górnik Zabrze                | 3:1                   | Jagiellonia Białystok        |
| 14. August 2020              |                       |                              |
| Ruch Wysokie Mazowieckie     | 0:2                   | Znicz Pruszków               |
| Jaguar Gdańsk                | 1:4                   | Puszcza Niepołomice          |
| GKS Bełchatów                | 1:6                   | Legia Warschau               |
| 15. August 2020              |                       |                              |
| Pniówek Pawłowice Śląskie    | 2:3                   | Sokół Ostróda                |
| Karpaty Krosno               | 0:2                   | FKS Stal Mielec              |
| KKS 1925 Kalisz              | 0:3 1(kampflos) 1     | Korona Kielce                |
| Stal Rzeszów                 | 0:1                   | Podbeskidzie Bielsko-Biała   |
| Unia Skierniewice            | 0:4                   | Widzew Łódź                  |
| Unia Janikowo                | 1:0                   | Zagłębie Sosnowiec           |
| CWKS Resovia                 | 0:4                   | Piast Gliwice                |
| GKS Tychy                    | 1:2                   | Wisła Płock                  |
| KSZO Ostrowiec Świętokrzyski | 2:1                   | Wisła Krakau                 |
| Odra Opole                   | 1:3                   | Lech Posen                   |
| 16. August 2020              |                       |                              |
| Błękitni Stargard            | 3:4 n. V. (4:5 i. E.) | Warta Poznań                 |
| Chrobry Głogów               | 1:2 n. V.             | KS Cracovia                  |
| ŁKS Łódź                     | 2:2 n. V. (4:1 i. E.) | Śląsk Wrocław                |
| 19. August 2020              |                       |                              |
| Stal Stalowa Wola            | 0:4                   | Lechia Gdańsk                |
| 21. August 2020              |                       |                              |
| Chojniczanka Chojnice        | 1:0                   | Olimpia Elbląg               |
| 22. August 2020              |                       |                              |
| Garbarnia Kraków             | 1:0                   | GKS Katowice                 |
| Radomiak Radom               | 4:0                   | Miedź Legnica                |
| Olimpia Grudziądz            | 2:0                   | Lech II Posen                |
| Stomil Olsztyn               | 2:3                   | GKS 1962 Jastrzębie          |
| 23. August 2020              |                       |                              |
| Górnik Polkowice             | 0:5                   | Arka Gdynia                  |
| Bytovia Bytów                | 0:4                   | Bruk-Bet Termalica Nieciecza |
| 25. August 2020              |                       |                              |
| Sandecja Nowy Sącz           | 20:3 2                | Raków Częstochowa            |
| 2. September 2020            |                       |                              |
| Polonia Nysa                 | 31:3 3                | Górnik Łęczna                |
| Podhale Nowy Targ            | 40:5 4                | Pogoń Stettin                |
| Orlęta Radzyń Podlaski       | 50:2 5                | Pogoń Siedlce                |

## 2. Runde
Die Spiele der 2. Runde sollten zwischen dem 29. und 31. Oktober 2020 stattfinden. Wegen COVID-19 wurden mehrere Partien verschoben, sodass die Partien zu unterschiedlichen Terminen zwischen dem 30. Oktober und dem 2. Dezember 2020 ausgetragen wurden. Es nahmen die Gewinner der 1. Runde teil.
|                              | Ergebnis              |                       |
| 29.–31. Oktober 2020         | 29.–31. Oktober 2020  | 29.–31. Oktober 2020  |
| ---------------------------- | --------------------- | --------------------- |
| Wisła Płock                  | 1:1 n. V. (3:4 i. E.) | Pogoń Stettin         |
| Olimpia Grudziądz            | 0:1                   | Lechia Gdańsk         |
| Znicz Pruszków               | 2:3                   | Lech Posen            |
| GKS 1962 Jastrzębie          | 0:2                   | Puszcza Niepołomice   |
| Garbarnia Kraków             | 1:3 n. V.             | Chojniczanka Chojnice |
| Arka Gdynia                  | 2:0                   | Korona Kielce         |
| KSZO Ostrowiec Świętokrzyski | 2:3                   | Górnik Zabrze         |
| FKS Stal Mielec              | 1:1 n. V. (3:4 i. E.) | Piast Gliwice         |
| Widzew Łódź                  | 0:1                   | Legia Warschau        |
| Świt Skolwin                 | 0:1                   | KS Cracovia           |
| Unia Janikowo                | 0:2                   | ŁKS Łódź              |
| Bruk-Bet Termalica Nieciecza | 0:2                   | Raków Częstochowa     |
| Pogoń Siedlce                | 0:1                   | Radomiak Radom        |
| Podbeskidzie Bielsko-Biała   | 2:4 n. V.             | Zagłębie Lubin        |
| Ślęza Wrocław                | 0:2                   | Górnik Łęczna         |
| Sokół Ostróda                | 1:3 n. V.             | Warta Poznań          |

## Achtelfinale
Die Achtelfinalpartien fanden zwischen dem 9. Februar 2021 und dem 16. Februar 2021 statt.
|                     | Ergebnis              |                       |
| 9.–16. Februar 2021 | 9.–16. Februar 2021   | 9.–16. Februar 2021   |
| ------------------- | --------------------- | --------------------- |
| Pogoń Stettin       | 1:2                   | Piast Gliwice         |
| Raków Częstochowa   | 4:2                   | Górnik Zabrze         |
| Zagłębie Lubin      | 0:0 n. V. (5:6 i. E.) | Chojniczanka Chojnice |
| Puszcza Niepołomice | 3:1                   | Lechia Gdańsk         |
| Arka Gdynia         | 2:1                   | Górnik Łęczna         |
| Warta Poznań        | 0:1                   | KS Cracovia           |
| Radomiak Radom      | 1:1 n. V. (3:4 i. E.) | Lech Posen            |
| ŁKS Łódź            | 2:3                   | Legia Warschau        |

## Viertelfinale
Das Viertelfinale wurde am 2. und am 3. März 2021 ausgetragen.
|                       | Ergebnis        |                   |
| 2.–3. März 2021       | 2.–3. März 2021 | 2.–3. März 2021   |
| --------------------- | --------------- | ----------------- |
| Puszcza Niepołomice   | 2:5             | Arka Gdynia       |
| Chojniczanka Chojnice | 0:1             | KS Cracovia       |
| Lech Posen            | 0:2             | Raków Częstochowa |
| Legia Warschau        | 1:2             | Piast Gliwice     |

## Halbfinale
Die beiden Halbfinalpartien fanden am 7. und am 14. April 2021 statt.
|                   | Ergebnis              |                   |
| 7.–14. April 2021 | 7.–14. April 2021     | 7.–14. April 2021 |
| ----------------- | --------------------- | ----------------- |
| KS Cracovia       | 1:2                   | Raków Częstochowa |
| Arka Gdynia       | 0:0 n. V. (4:3 i. E.) | Piast Gliwice     |

## Finale
| Raków Częstochowa                    | Raków Częstochowa | Arka Gdynia | Arka Gdynia |
| ------------------------------------ | --- | --- | ----------- |
| Raków Częstochowa                    | \| 2. Mai 2021 in Lublin (Arena Lublin) \| \| Ergebnis: 2:1 (0:0) \| \| Zuschauer: 0 \| \| Schiedsrichter: Paweł Gil (Lublin) \| | \| 2. Mai 2021 in Lublin (Arena Lublin) \| \| Ergebnis: 2:1 (0:0) \| \| Zuschauer: 0 \| \| Schiedsrichter: Paweł Gil (Lublin) \| | Arka Gdynia |
| Raków Częstochowa                    | Dominik Holec, Kamil Piątkowski, Andrzej Niewulis, Zoran Arsenić (80. Petr Schwarz), Fran Tudor, Igor Sapała (46. Marko Poletanović), Ben Lederman (85. Daniel Szelągowski), Ivi López, Marcin Cebula (80. David Tijanić), Patryk Kun, Vladislavs Gutkovskis (68. Jakub Arak) Cheftrainer: Marek Papszun | Kacper Krzepisz, Fabian Hiszpański (58. Artur Siemaszko), Arkadiusz Kasperkiewicz, Michał Marcjanik, Haris Memiç, Luis Valcarce (58. Kacper Skóra), Adam Deja, Adam Danch, Juliusz Letniowski (46. Marcus Vinícius), Mateusz Żebrowski (80. Paweł Sasin), Maciej Rosołek Cheftrainer: Dariusz Marzec | Arka Gdynia |
| Raków Częstochowa                    | 1:1 Ivi López (81.) 2:1 David Tijanić (89.) | 0:1 Mateusz Żebrowski (57.) | Arka Gdynia |
| Raków Częstochowa                    | Arkadiusz Kasperkiewicz (22.), Marcus Vinicius (79.) | | Arka Gdynia |
| 2. Mai 2021 in Lublin (Arena Lublin) | | |             |
| Ergebnis: 2:1 (0:0)                  | | |             |
| Zuschauer: 0                         | | |             |
| Schiedsrichter: Paweł Gil (Lublin)   | | |             |